# Právní moc
Právní moc je procesní institut, vlastnost soudního nebo správního rozhodnutí spočívající v jeho konečnosti, závaznosti a nezměnitelnosti.
Rozhodnutí nabývá právní moci z časového hlediska zásadně tehdy, pokud proti němu není přípustný řádný opravný prostředek, nebo pokud sice přípustný je, ale nebyl podán v zákonné lhůtě, pokud došlo ke vzdání se práva jej podat, anebo pokud byl podán, ale následně byl vzat zpět. Právní moc mohou ovlivnit jen mimořádné opravné prostředky (např. dovolání nebo kasační stížnost), příp. ústavní stížnost, na jejichž základě může být pravomocné rozhodnutí zrušeno.

## Materiální a formální právní moc
Konečnost pravomocného rozhodnutí je vnitřní procesní účinek, který se označuje jako formální právní moc a znamená, že dané rozhodnutí již nelze napadnout řádným opravným prostředkem. Uvedená skutečnost musí nastat vůči všem účastníkům řízení, pokud i jen jeden z nich řádný opravný prostředek podat může, rozhodnutí právní moci zatím nenabývá.
Naopak závaznost a nezměnitelnost pravomocného rozhodnutí navenek je označována jako materiální právní moc. Závaznost rozhodnutí se projevuje jak ohledně předmětu řízení (objektivní meze závaznosti), tak ohledně dotčených osob (subjektivní meze závaznosti). Jestliže bylo o určité věci pravomocně rozhodnuto, tak je takové rozhodnutí vůči účastníkům řízení a státním orgánům závazné. Výjimkou jsou např. rozhodnutí o osobním stavu v občanském soudním řízení (rozhodnutí o rozvodu nebo o neplatnosti manželství, o osvojení, o svéprávnosti, o zjištění otcovství nebo o prohlášení za mrtvého), nebo vykonatelná rozhodnutí Ústavního soudu, která jsou závazná pro každého. Nezměnitelnost se pak projevuje v tom, že o dané věci již nelze znovu v novém řízení jednat a rozhodnout, právní mocí nastává tzv. překážka věci rozsouzené (rozhodnuté) – res iudicata. Pokud však jde o rozhodnutí nemeritorní, tzn. většinou v procesních otázkách, tato překážka neplatí.
Přes uvedený dvojí účinek právní moci je právní moc samozřejmě jen jedna, neboť oba tyto účinky nastávají současně.